# Gerda Kraan
Gerda Kraan (Países Bajos, 30 de julio de 1933) fue una atleta neerlandesa especializada en la prueba de 800 m, en la que consiguió ser campeona europea en 1962.

## Carrera deportiva
En el Campeonato Europeo de Atletismo de 1962 ganó la medalla de oro en los 800 metros, llegando a meta en un tiempo de 2:08.8 segundos que fue récord de los campeonatos, por delante de la alemana Waltraud Kaufmann y la húngara Olga Kazi (bronce).